# Делинген
Делинген (фр. Dehlingen) је насеље и општина у источној Француској у региону Алзас, у департману Доња Рајна која припада префектури Саверн.
По подацима из 2011. године у општини је живело 372 становника, а густина насељености је износила 37,13 становника/km². Општина се простире на површини од 10,02 km². Налази се на средњој надморској висини од 351 метар (максималној 356 m, а минималној 235 m).

## Демографија
| 1962. | 1968. | 1975. | 1982. | 1990. | 1999. | 2011. |
| ----- | ----- | ----- | ----- | ----- | ----- | ----- |
| 404   | 405   | 378   | 340   | 356   | 388   | 372   |

График промене броја становника у току последњих година